# Lijst van rivieren in de Verenigde Staten

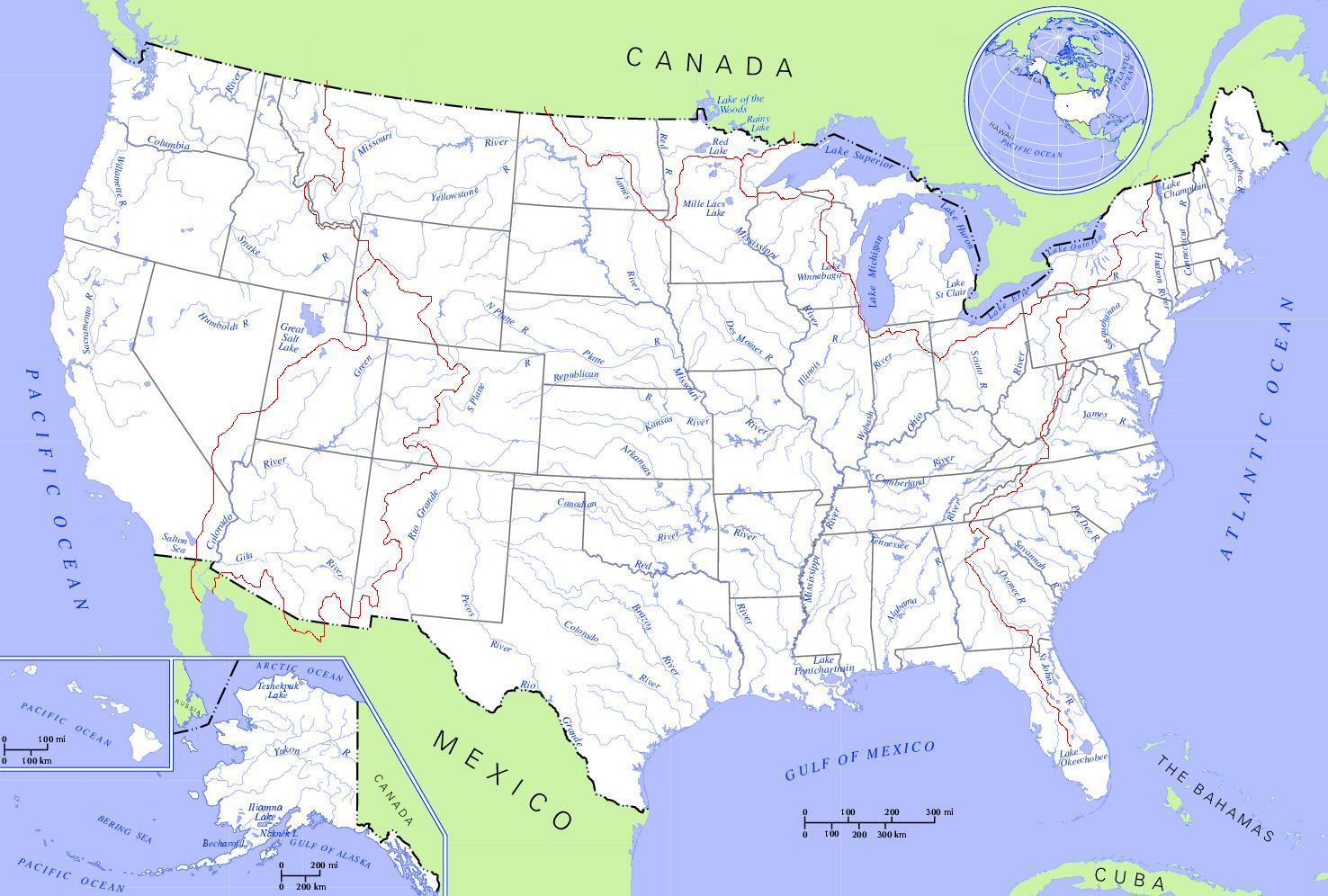
Rivieren en meren in de Verenigde Staten

De lijst van rivieren in de Verenigde Staten is onderverdeeld naar staat. 
| - Alabama - Alaska - Arizona - Arkansas - Californië - Colorado - Connecticut - Delaware - Florida - Georgia - Hawaï | - Idaho - Illinois - Indiana - Iowa - Kansas - Kentucky - Louisiana - Maine - Maryland - Massachusetts | - Michigan - Minnesota - Mississippi - Missouri - Montana - Nebraska - Nevada - New Hampshire - New Jersey - New Mexico | - New York - North Carolina - North Dakota - Ohio - Oklahoma - Oregon - Pennsylvania - Rhode Island - South Carolina - South Dakota | - Tennessee - Texas - Utah - Vermont - Virginia - Washington (staat) - Washington D.C. - West Virginia - Wisconsin - Wyoming |

Alabama · Alaska · Arizona · Arkansas ·  Californië · Colorado · Connecticut · Delaware · Florida · Georgia · Hawaï · Idaho ·  Illinois · Indiana · Iowa · Kansas · Kentucky · Louisiana · Maine · Maryland · Massachusetts · Michigan · Minnesota · Mississippi · Missouri · Montana · Nebraska · Nevada · New Hampshire · New Jersey · New Mexico · New York ·  North Carolina · North Dakota · Ohio · Oklahoma · Oregon · Pennsylvania · Rhode Island · South Carolina · South Dakota · Tennessee · Texas · Utah · Vermont · Virginia · Washington (staat) · Washington D.C. · West Virginia · Wisconsin · Wyoming